# Ok Tedi Mining Limited

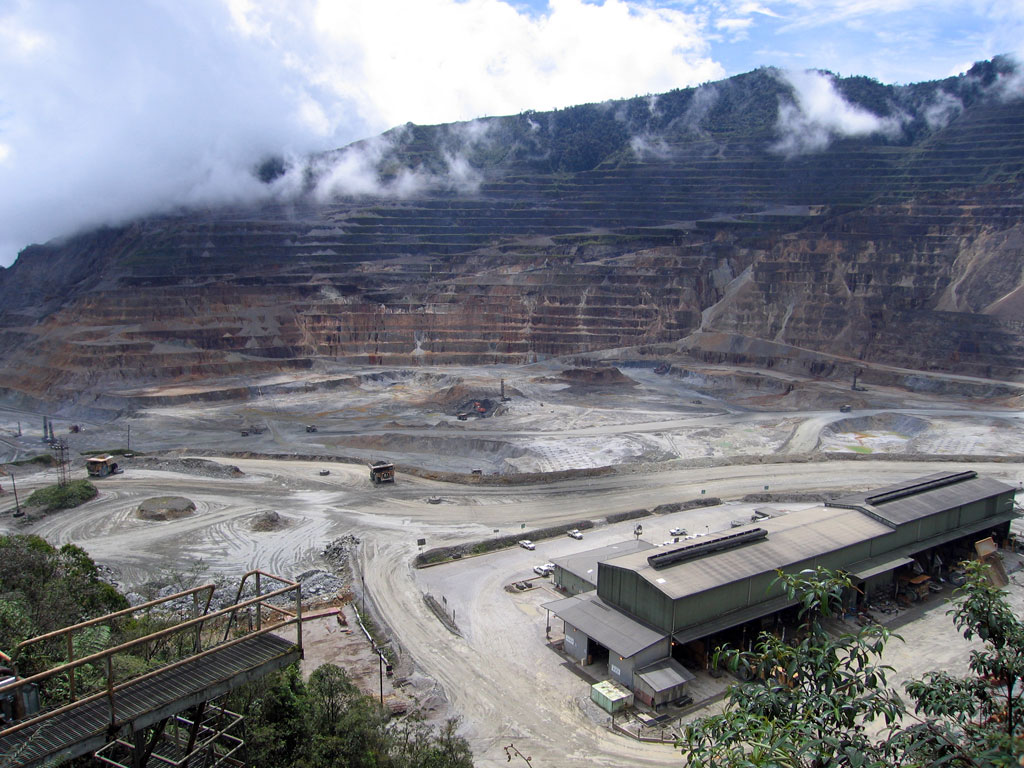
Tagebau Ok Tedi

Ok Tedi Mining Limited (kurz OTML) ist ein Unternehmen in Papua-Neuguinea, das den Kupfer- und Gold-Tagebau Ok Tedi im nordwestlichen Teil der Western Province betreibt. Namensgeber des Unternehmens ist der Ok-Tedi-Fluss.
Eigentümer von OTML sind die PNG Sustainable Development Program Ltd. (63,4 %) und der Staat Papua-Neuguinea (36,6 %).
Der Hauptsitz des Unternehmens befindet sich in einem als Weißes Haus bekannten Gebäude in Tabubil. Das Unternehmen beschäftigt etwa 2000 Mitarbeiter, 95 Prozent davon aus Papua-Neuguinea; etwa ein Drittel kommt aus der Region (Western Province).